# Bostrychia
Bostrychia és un gènere d'ocells de la família dels tresquiornítids (Threskiornithidae). Aquests ibis habiten zones humides en boscos i sabanes, de l'Àfrica subsahariana.

## Taxonomia
Segons la classificació del Congrés Ornitològic Internacional (versió 2.5, 2010), aquest gènere es classifica en cinc espècies:
- Ibis nan (Bostrychia bocagei).
- Ibis carunculat (Bostrychia carunculata).
- Ibis hadadà (Bostrychia hagedash).
- Ibis olivaci (Bostrychia olivacea).
- Ibis clapejat (Bostrychia rara).